# Leone Carlo d'Asburgo-Teschen
Leone Carlo Maria Cirillo Metodio d'Asburgo-Teschen (Pola, 5 luglio 1893 – Bestwina, 28 aprile 1939) è stato un militare austriaco naturalizzato polacco, membro della casa d'Asburgo.

## Biografia

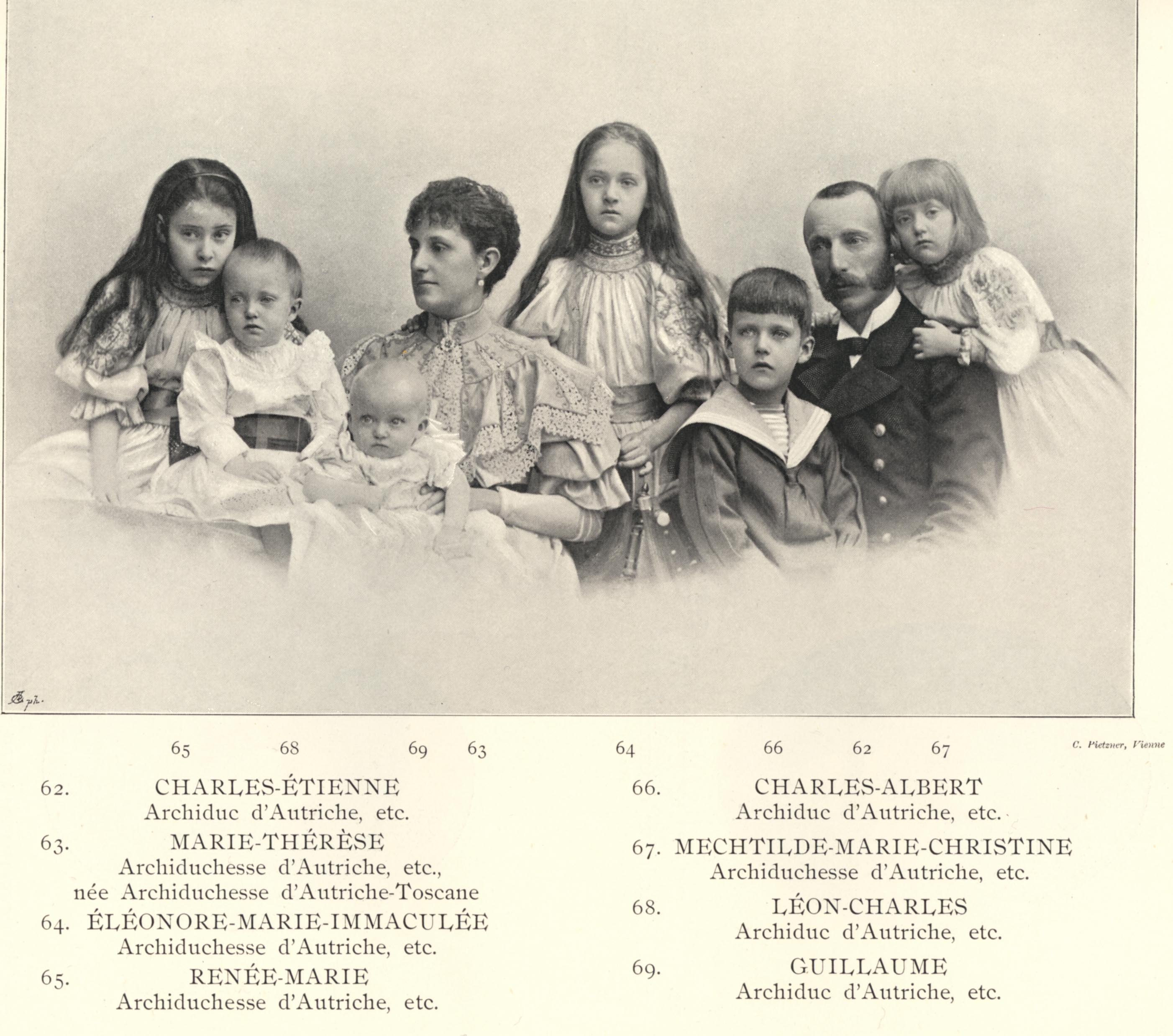
Leone Carlo da bambino con i genitori e i fratelli, 1896.

Leone Carlo era il quinto figlio dell'arciduca austriaco e ammiraglio Carlo Stefano d'Asburgo-Teschen e dell'arciduchessa Maria Teresa d'Asburgo-Toscana, figlia dell'arciduca Carlo Salvatore d'Asburgo-Toscana e di Maria Immacolata di Borbone-Due Sicilie.
L'arciduca studiò ad un ginnasio reale di Vienna, mentre la sua educazione militare e sportiva la ebbe in Istria, dove era nato, ma poi si trasferì con la famiglia a Saybusch, in Galizia. Iniziato molto presto alla carriera militare, ricevette il grado onorario di capitano di un reggimento di ulani, e durante la prima guerra mondiale combatté con le truppe del generale Arthur Arz von Straussemburg sul fronte orientale in Romania; distintosi in battaglia, fu insignito dell'Ordine Imperiale del Toson d'oro, e poi fu trasferito con il fratello Guglielmo in Ucraina, dove con l'appoggio dei polacchi l'arciduca Guglielmo combatteva contro i sovietici per ricevere il trono d'Ucraina.
Fallita la guerra in Ucraina, Leone Carlo si trasferì in Polonia, dove prestò servizio come ufficiale nell'esercito polacco e cambiò il suo nome il Leon Karol Habsburg-Lotarynski e riuscì a comprare dal governo polacco il castello di famiglia di Żywiec, dove ospitò l'ex re di Spagna Alfonso XIII e fu membro del Ministero della Guerra.

## Matrimonio e figli
Nel 1922 sposò la contessa Marie-Charoline de Thuillières de Montjoye-Vauffrey et de la Roche, appartenente ad un antico casato francese.
Ebbero cinque figli:
- Maria Desiderata Theresa Fidelis Irene Mechtildis Eleonore (Lissa 3 agosto 1923- Vienna 6 ottobre 1988); sposata col conte Wolfgang Maria Benedikt von Hartig (Melk 13 agosto 1922 - Vienna 20 gennaio 1995)
- Mechthildis Maria Irene Fidelis (Lissa bei Posen 14 agosto 1924 - Vienna 18 febbraio 2000) sposata col conte e marchese Manfred Rambald Wenzeslaus Anton Maria Piatti (Schloß Loosdorf 22 luglio 1924)
- Elisabeth Irene Maria Fidelis (Vienna 13 marzo 1927)
- Leo-Stefan Maria Carl Wolfgang Rudolf Fidelis (Zywiec 12 giugno 1928) sposato due volte nel 1962 (div. 1969) Gabriela Kunert (1935-1975) e nel  1973 Heidi Aigner (1942)
- Hugo Carl Maria Leo Fidelis (Zywiec 27 settembre 1930 - Vienna 26 ottobre 1981) sposato con Eleonore Kristen (1943)

Morì di tubercolosi a soli quarantaquattro anni.

## Ascendenza
|                                            |                              |                                             | Genitori                                |  |  | Nonni |  |  | Bisnonni                |  |  | Trisnonni                    |  |
|                                            |                              |                                             |                                         |  |  |       |  |  | Carlo d'Asburgo-Teschen |  |  | Leopoldo II d'Asburgo-Lorena |  |
|                                            |                              |                                             |                                         |  |  |       |  |  | Carlo d'Asburgo-Teschen |  |  | Leopoldo II d'Asburgo-Lorena |  |
|                                            |                              | Maria Luisa di Borbone-Spagna               |                                         |  |  |       |  |  | Carlo d'Asburgo-Teschen |  |  |                              |  |
| Carlo Ferdinando d'Asburgo-Teschen         |                              |                                             |                                         |  |  |       |  |  | Carlo d'Asburgo-Teschen |  |  |                              |  |
|                                            |                              | Enrichetta di Nassau-Weilburg               | Federico Guglielmo di Nassau-Weilburg   |  |  |       |  |  |                         |  |  |                              |  |
|                                            |                              | Enrichetta di Nassau-Weilburg               | Federico Guglielmo di Nassau-Weilburg   |  |  |       |  |  |                         |  |  |                              |  |
|                                            |                              | Enrichetta di Nassau-Weilburg               | Luisa Isabella di Kirchberg             |  |  |       |  |  |                         |  |  |                              |  |
| Carlo Stefano d'Asburgo-Teschen            |                              | Enrichetta di Nassau-Weilburg               |                                         |  |  |       |  |  |                         |  |  |                              |  |
|                                            |                              | Federico Guglielmo di Nassau-Weilburg       | Carlo Cristiano di Nassau-Weilburg      |  |  |       |  |  |                         |  |  |                              |  |
|                                            |                              | Federico Guglielmo di Nassau-Weilburg       | Carlo Cristiano di Nassau-Weilburg      |  |  |       |  |  |                         |  |  |                              |  |
|                                            |                              | Federico Guglielmo di Nassau-Weilburg       | Maria Luisa di Borbone-Spagna           |  |  |       |  |  |                         |  |  |                              |  |
| Enrichetta di Nassau-Weilburg              |                              | Federico Guglielmo di Nassau-Weilburg       |                                         |  |  |       |  |  |                         |  |  |                              |  |
|                                            |                              | Luisa Isabella di Kirchberg                 | Guglielmo Giorgio di Kirchberg          |  |  |       |  |  |                         |  |  |                              |  |
|                                            |                              | Luisa Isabella di Kirchberg                 | Guglielmo Giorgio di Kirchberg          |  |  |       |  |  |                         |  |  |                              |  |
|                                            |                              | Luisa Isabella di Kirchberg                 | Isabella Augusta di Reuss-Greiz         |  |  |       |  |  |                         |  |  |                              |  |
| Leone Carlo d'Asburgo-Teschen              |                              | Luisa Isabella di Kirchberg                 |                                         |  |  |       |  |  |                         |  |  |                              |  |
|                                            | Leopoldo II d'Asburgo-Lorena | Francesco I di Lorena                       |                                         |  |  |       |  |  |                         |  |  |                              |  |
|                                            | Leopoldo II d'Asburgo-Lorena | Francesco I di Lorena                       |                                         |  |  |       |  |  |                         |  |  |                              |  |
|                                            | Leopoldo II d'Asburgo-Lorena | Maria Teresa d'Austria                      |                                         |  |  |       |  |  |                         |  |  |                              |  |
| Giuseppe Antonio Giovanni d'Asburgo-Lorena | Leopoldo II d'Asburgo-Lorena |                                             |                                         |  |  |       |  |  |                         |  |  |                              |  |
|                                            |                              | Maria Luisa di Borbone-Spagna               | Carlo III di Spagna                     |  |  |       |  |  |                         |  |  |                              |  |
|                                            |                              | Maria Luisa di Borbone-Spagna               | Carlo III di Spagna                     |  |  |       |  |  |                         |  |  |                              |  |
|                                            |                              | Maria Luisa di Borbone-Spagna               | Maria Amalia di Sassonia                |  |  |       |  |  |                         |  |  |                              |  |
| Elisabetta Francesca d'Asburgo-Lorena      |                              | Maria Luisa di Borbone-Spagna               |                                         |  |  |       |  |  |                         |  |  |                              |  |
|                                            |                              | Ludovico Federico Alessandro di Württemberg | Federico II Eugenio di Württemberg      |  |  |       |  |  |                         |  |  |                              |  |
|                                            |                              | Ludovico Federico Alessandro di Württemberg | Federico II Eugenio di Württemberg      |  |  |       |  |  |                         |  |  |                              |  |
|                                            |                              | Ludovico Federico Alessandro di Württemberg | Federica Dorotea di Brandeburgo-Schwedt |  |  |       |  |  |                         |  |  |                              |  |
| Maria Dorotea di Württemberg               |                              | Ludovico Federico Alessandro di Württemberg |                                         |  |  |       |  |  |                         |  |  |                              |  |
|                                            |                              | Enrichetta di Nassau-Weilburg               | Carlo Cristiano di Nassau-Weilburg      |  |  |       |  |  |                         |  |  |                              |  |
|                                            |                              | Enrichetta di Nassau-Weilburg               | Carlo Cristiano di Nassau-Weilburg      |  |  |       |  |  |                         |  |  |                              |  |
|                                            |                              | Enrichetta di Nassau-Weilburg               | Carolina d'Orange-Nassau                |  |  |       |  |  |                         |  |  |                              |  |
|                                            |                              | Enrichetta di Nassau-Weilburg               |                                         |  |  |       |  |  |                         |  |  |                              |  |